# 宇宙損害責任条約
宇宙物体により引き起こされる損害についての国際的責任に関する条約（うちゅうぶったいによりひきおこされるそんがいについてのこくさいせきにんにかんするじょうやく、英：The Convention on International Liability for Damage Caused by Space Objects、英略称：Liability Convention）は、宇宙法を構成する5条約の1つ。
打ち上げ国が宇宙物体によって何らかの損害を引き起こした場合、打ち上げ国は無限の無過失責任を負うことを定める。宇宙条約第6条・7条の規定を具体化したもの。
略称は宇宙損害責任条約。
1971年11月29日に採択された第26会期国際連合総会決議2777号で、1972年9月1日に発効した。

## 主な内容

### 損害に対する無過失責任原則
第2条、第3条で規定。打上げ国は、自国の宇宙物体が地表において引き起こした損害、又は飛行中の航空機に与えた損害につき無過失責任を負い、損害が地表以外の場所において引き起こされた場合には、その損害が自国の過失又は自国が責任を負うべき者の過失によるものであるときに限り責任を負う。

### 第三国への損害に対する連帯責任原則
第4条で規定。損害が、1の打上げ国の宇宙物体・物体内の人・財産に対して、他の打上げ国の宇宙物体により地表以外の場所において引き起こされ、その結果、損害が第三国又に対して引き起こされた場合には、これらの打上げ国は、当該第三国に対し、次に定めるところにより連帯して責任を負う。
1. 損害が、当該第三国に対して地表において又は飛行中の航空機について引き起こされた場合には、打上げ国は、当該第三国に対して無過失責任を負う。
2. 損害が、当該第三国の宇宙物体・物体内の人・財産に対して地表以外の場所において引き起こされた場合には、打上げ国は、当該第三国に対し、いずれか一方の打上げ国又はいずれか一方の打上げ国が責任を負うべき者に過失があるときに限り、責任を負う。

### 共同打上げに関する連帯責任原則
第5条で規定。2以上の国が共同して宇宙物体を打上げる場合には、これらの国は、引き起こされるいかなる損害についても連帯して責任を負う。

### 無過失責任の免除
第6条で規定。損害の全部又は一部が、請求国の重大な過失又は作為若しくは不作為に引き起こされたことを打上げ国が証明した場合には、その限度において無過失責任が免除される。ただし、打上げ国の活動であって、国際法（国際連合憲章、宇宙条約を含む）に適合しないものにより損害が引き起こされる場合には、いかなる免責も認められない。

### 適用除外の規定
第7条で規定。この条約の規定は、打上げ国の宇宙物体により次の者に対して引き起こされた損害については適用されない。
1. 打上げ国の国民
2. 宇宙物体の運行に参画している外国人

### 賠償請求に関する原則
第8条で規定。損害を被った国は、当該損害の賠償につき、打上げ国に対し請求を行うことができ、被損害国が請求を行わない場合には、他の国が、その領域において被った損害につき、打上げ国に対し請求を行うことができる。

## 採択・発効
- 1971年11月29日：国連総会決議2277号として採択
- 1972年3月29日：署名のために開放
- 1972年9月1日：効力発生

## 締約国
2012年12月12日現在での締約状況は次の通り。
- 署名 - 23ヵ国
- 批准 - 87ヵ国
- 承諾 - 3機関

### 日本
- 未署名
- 1983年6月20日加入[2]。

### 署名国
（アルファベット順）
- ブルンジ
- カンボジア
- 中央アフリカ
- コロンビア
- コンゴ民主共和国
- コスタリカ
- エジプト
- エルサルバドル

- ガーナ
- ガンビア
- グアテマラ
- ハイチ
- ホンジュラス
- アイスランド
- ヨルダン
- ネパール

- ニカラグア
- オマーン
- フィリピン
- ルワンダ
- 南アフリカ共和国
- シエラレオネ
- タンザニア

（計23ヵ国）

### 批准国
（アルファベット順）
- アルジェリア
- アンティグア・バーブーダ
- アルゼンチン
- オーストラリア
- オーストリア
- ベラルーシ
- ベルギー
- ベナン
- ボスニア・ヘルツェゴビナ
- ボツワナ
- ブラジル
- ブルガリア
- カナダ
- チリ
- 中国
- キューバ
- キプロス
- チェコ
- デンマーク
- ドミニカ共和国
- エクアドル
- フィジー
- フィンランド
- フランス
- ガボン
- ドイツ
- ギリシャ
- ハンガリー
- アイスランド

- インド
- インドネシア
- イラン
- イラク
- アイルランド
- イスラエル
- イタリア
- 日本
- カザフスタン
- ケニア
- クウェート
- ラオス
- レバノン
- リヒテンシュタイン
- ルクセンブルク
- マルタ
- 北マケドニア
- マリ
- メキシコ
- モンゴル
- モロッコ
- オランダ
- ニュージーランド
- ニジェール
- ナイジェリア
- ノルウェー
- パキスタン
- パナマ
- パプアニューギニア

- ペルー
- ポーランド
- カタール
- 韓国
- ルーマニア
- ロシア
- サウジアラビア
- セルビア
- シンガポール
- スロバキア
- スペイン
- スリランカ
- スウェーデン
- スイス
- シリア
- セーシェル
- トーゴ
- トリニダード・トバゴ
- チュニジア
- トルコ
- ウクライナ
- アラブ首長国連邦
- イギリス
- アメリカ合衆国
- ウルグアイ
- ベネズエラ
- ザンビア

（計87ヵ国）

### 承諾機関
- 欧州宇宙機関（ESA）
- 欧州気象衛星開発機構（EUMETSAT）
- ユーテルサット（EUTELSAT）

（計3機関）